# Thaumatotibia encarpa
Sâu bướm đục thân ca cao (Thaumatotibia encarpa) là một loài bướm đêm thuộc họ Tortricidae. Nó được tìm thấy ở south-east châu Á, bao gồm Ấn Độ, the Chagos Archipelago, Sri Lanka và Malaysia.
Ấu trùng ăn the leaves, fruit và seeds of Citrus, Litchi chinensis, Theobroma cacao và Ziziphus jujuba.